# Stefaniola heterobia
Stefaniola heterobia är en tvåvingeart som först beskrevs av Marikovskij 1953.  Stefaniola heterobia ingår i släktet Stefaniola och familjen gallmyggor.
Artens utbredningsområde är Kazakstan. Inga underarter finns listade i Catalogue of Life.